# ヘレン・スティーヴンス
ヘレン・ヘリング・スティーヴンス (Helen Herring Stephens、1918年2月3日 - 1994年1月17日) は、アメリカ合衆国の陸上競技選手である。1936年ベルリンオリンピックで金メダルを獲得した。

## 経歴
スティーヴンスはミズーリ州の出身。短距離では無敗を誇った選手で、さらに、砲丸投や円盤投といった投てき種目でも国内のタイトルを獲得するほどの選手であった。
18歳になったスティーヴンスは、1936年ベルリンオリンピックに出場する。彼女は100mに出場。世界記録保持者であったポーランドのスタニスラワ・ワラシェビッチを下して金メダルを獲得する。優勝タイムの11秒5は世界記録を上回るタイムであったが、レース前に吹いていた強い追い風により、世界記録と認められなかった。さらに、彼女は4×100mリレーに出場し、トップを走っていたドイツがバトンを落とし、アンカーを務めていたスティーヴンスは2つ目の金メダルを獲得した。
スティーヴンスは、オリンピック後、程なく引退。その後、プロ野球やソフトボールの選手として活躍。また、1938年から1953年まで、彼女は自らがオーナー兼監督を務めるバスケットボールのセミプロチームで活躍した。